# ISO 3166-2:MD
ISO 3166-2:MD è uno standard ISO che definisce i codici geografici delle suddivisioni della Moldavia; è un sottogruppo dello standard ISO 3166-2.
I codici sono assegnati ai 32 distretti del Paese, nonché a tre municipalità (Bălți, Chișinău e Tighina) e a due unità territoriali (Gagauzia e Transnistria); fino al 2002 erano assegnati a 10 città e 40 distretti, mentre tra il 2002 e il 2010 a nove județ, una municipalità e due unità territoriali.
Sono formati da MD- (sigla ISO 3166-1 alpha-2 dello Stato), seguito da due lettere.

## Codici
| Codice | Suddivisione | Categoria                   |
| ------ | ------------ | --------------------------- |
| MD-GA  | Gagauzia     | Unità territoriale autonoma |
| MD-BA  | Bălți        | Città                       |
| MD-BD  | Tighina      | Città                       |
| MD-CU  | Chișinău     | Città                       |
| MD-AN  | Anenii Noi   | Distretto                   |
| MD-BS  | Basarabeasca | Distretto                   |
| MD-BR  | Briceni      | Distretto                   |
| MD-CA  | Cahul        | Distretto                   |
| MD-CT  | Cantemir     | Distretto                   |
| MD-CL  | Călărași     | Distretto                   |
| MD-CS  | Căușeni      | Distretto                   |
| MD-CM  | Cimișlia     | Distretto                   |
| MD-CR  | Criuleni     | Distretto                   |
| MD-DO  | Dondușeni    | Distretto                   |
| MD-DR  | Drochia      | Distretto                   |
| MD-DU  | Dubăsari     | Distretto                   |
| MD-ED  | Edineț       | Distretto                   |
| MD-FA  | Fălești      | Distretto                   |
| MD-FL  | Florești     | Distretto                   |
| MD-GL  | Glodeni      | Distretto                   |
| MD-HI  | Hîncești     | Distretto                   |
| MD-IA  | Ialoveni     | Distretto                   |
| MD-LE  | Leova        | Distretto                   |
| MD-NI  | Nisporeni    | Distretto                   |
| MD-OC  | Ocnița       | Distretto                   |
| MD-OR  | Orhei        | Distretto                   |
| MD-RE  | Rezina       | Distretto                   |
| MD-RI  | Rîșcani      | Distretto                   |
| MD-SI  | Sîngerei     | Distretto                   |
| MD-SO  | Soroca       | Distretto                   |
| MD-ST  | Strășeni     | Distretto                   |
| MD-SD  | Șoldănești   | Distretto                   |
| MD-SV  | Ștefan Vodă  | Distretto                   |
| MD-TA  | Taraclia     | Distretto                   |
| MD-TE  | Telenești    | Distretto                   |
| MD-UN  | Ungheni      | Distretto                   |
| MD-SN  | Transnistria | Unità territoriale          |

## Codici precedenti

### 2002-2010
| Codice | Suddivisione | Categoria           |
| ------ | ------------ | ------------------- |
| MD-GA  | Gagauzia     | Territorio autonomo |
| MD-CU  | Chișinău     | Città               |
| MD-BA  | Bălți        | Contea              |
| MD-CA  | Cahul        | Contea              |
| MD-CH  | Chișinău     | Contea              |
| MD-ED  | Edineț       | Contea              |
| MD-LA  | Lăpușna      | Contea              |
| MD-OR  | Orhei        | Contea              |
| MD-SO  | Soroca       | Contea              |
| MD-TA  | Taraclia     | Contea              |
| MD-TI  | Tighina      | Contea              |
| MD-UN  | Ungheni      | Contea              |
| MD-SN  | Transnistria | Unità territoriale  |